# Vince Henderson (Politiker)
Vince Henderson ist ein Politiker aus Dominica.

## Biografie
Henderson ist Mitglied der Dominica Labour Party (DLP) und derzeit Abgeordneter des Versammlungshauses (House of Assembly), wo er den Wahlkreis St Joseph vertritt.
Er war zuletzt Minister für Erziehung, Entwicklung von Humankapital, Sport und Jugend. Am 18. November 2008 wurde er im Rahmen einer Kabinettsumbildung von Premierminister Roosevelt Skerrit zum Minister für Auswärtige Angelegenheiten, Einwanderung und Arbeit ernannt und folgt damit Skerrit, der dieses Amt zuvor selbst zusätzlich innehatte. Henderson, ein enger Vertrauter Skerrits, unterlag zuvor bei der Wahl zum Stellvertretenden Vorsitzenden der DLP mit beträchtlichem Stimmenunterschied gegen Ambrose George.
In einer Presseerklärung gab er Ende August 2009 bekannt, das er nicht erneut für die nächsten Parlamentswahlen zur Verfügung stünde und sich aus dem politischen Leben zurückziehen würde. Die nächsten Parlamentswahlen werden voraussichtlich im Mai 2010 stattfinden. Nachdem zuvor bereits der Minister für Karibische Angelegenheiten, Kelly Graneau, Gesundheitsminister John Fabien sowie zwei weitere Abgeordnete ihren Verzicht auf eine erneute Kandidatur erklärt hatten, erweiterte er damit den Kreis der Parlamentarier auf fünf Mitglieder, die bereits weit vor dem Wahltermin eine erneute Kandidatur für das nächste Parlament ausschlossen. Ein Grund für Henderson Rückzug dürfte seine Niederlage gegen Ambrose George gewesen sein. Andererseits wurden aber auch Gerüchte bekannt, wonach Henderson einen Scheck über mehrere Hunderttausend Ostkaribische Dollar (EC$) von „Italienern“ erhalten hätte, die für den Stadtrat Saint Joseph bestimmt wären.